# Weißkirchen an der Traun
Weißkirchen an der Traun es una localidad del distrito de Wels, en el estado de Alta Austria, Austria, con una población estimada a principio del año 2018 de 3430 habitantes. 
Se encuentra ubicada en el centro del estado, a poca distancia al sur del río Danubio y al suroeste de la ciudad de Linz —la capital del estado—.